# Żłobnica
Żłobnica (prononciation [ʐwɔbˈnit͡sa]) est un village de la gmina de Kleszczów, du powiat de Bełchatów, dans la voïvodie de Łódź, situé dans le centre de la Pologne.
Il se situe à environ 4 kilomètres au nord-ouest de Bełchatów (siège du powiat), 17 kilomètres au sud-ouest de Bełchatów (siège du powiat) et 63 kilomètres au sud de Łódź (capitale de la voïvodie).

## Administration
De 1975 à 1998, le village était attaché administrativement à l'ancienne voïvodie de Piotrków.

Depuis 1999, il fait partie de la nouvelle voïvodie de Łódź.